# Mustaschvävare
Mustaschvävare (Sporopipes squamifrons) är en fågel i familjen vävare inom ordningen tättingar.

## Utseende och läte
Mustaschvävaren är en mycket liten sandfärgad finklik vävare. Hjässan har ett fjälligt utseende och näbben är ljusskär. Ett svart mustaschstreck i kombination med vit strupe ger den ett bistert uttryck. Ibland hörs ett mjukt och pipigt "cheet-cheet-cheet" i flykten.

## Utbredning och systematik
Fågeln förekommer i sydvästra Angola, Namibia, sydligaste Zambia, Botswana, Zimbabwe samt norra och centrala Sydafrika. Den behandlas antingen som monotypisk eller delas in i två underarter med följande utbredning:
- Sporopipes squamifrons fuligescens – förekommer i Botswana, Zimbabwe och nordöstra Sydafrika
- Sporopipes squamifrons squamifrons – förekommer från sydvästra Angola till nordvästra Sydafrika

## Levnadssätt
Mustaschvävaren hittas i gräsrik torr savann. Där ses den i smågrupper som är bofasta eller rör sig nomadiskt. Den vill ha tillgång på träd och buskar där den bygger sitt stökiga ovala bo av gräs. 

## Status
Arten har ett stort utbredningsområde och beståndet anses stabilt. Internationella naturvårdsunionen IUCN listar den därför som livskraftig (LC).